# Слупя-Надбжежна-Кольонія
Слупя-Надбжежна-Кольонія (пол. Słupia Nadbrzeżna-Kolonia) — село в Польщі, у гміні Тарлув Опатовського повіту Свентокшиського воєводства.
Населення — 110 осіб (2011).
У 1975—1998 роках село належало до Тарнобжезького воєводства.

## Демографія
Демографічна структура на день 31 березня 2011 року:
|          | Загалом | Допрацездатний вік | Працездатний вік | Постпрацездатний вік |
| -------- | ------- | ------------------ | ---------------- | -------------------- |
| Чоловіки | 54      | 9                  | 35               | 10                   |
| Жінки    | 56      | 9                  | 31               | 16                   |
| Разом    | 110     | 18                 | 66               | 26                   |